# Haldimann
Haldimann ist ein Familienname aus dem deutschsprachigen Teil der Schweiz, ursprünglich stammend aus dem Kanton Bern.

## Herkunft und Bedeutung
Zur Herkunft und zur Bedeutung dieses Namens siehe Haldemann. 

## Namensträger
- Christian Haldimann (* 1985), Schweizer Eishockey-Spieler
- Eva Haldimann (1927–2019), Schweizer Literaturkritikerin, Übersetzerin und Autorin
- Gertrud Haldimann (1907–2001), Schweizer Aktivistin gegen das Frauenstimmrecht
- Hans Haldimann (* 1953), Schweizer Filmregisseur
- Hans-Rudolf Haldimann (1919–1998), Schweizer Ingenieur und Logistiker
- Paul Haldimann (1893–1951), Schweizer Kunstmaler
- Peter Haldimann (* 1948), Geologe
- Ueli Haldimann (* 1953), Schweizer Journalist, Chefredaktor des Schweizer Fernsehens